# Kianpars

Kianpars, 2010

Kianpars (persisch کیانپارس Kianpars kiːɒnˈpɒːrs) ist ein wohlhabender Stadtteil von Ahvaz im Iran.
Das Viertel grenzt im Osten an den Fluss Karun, im Westen an das Viertel Kianabad, im Süden an Amaniyeh und im Norden an den Stadtteil Seyyed Khalaf. Kianpars liegt westlich des Flusses Karun, zwischen der „Schwarzen Brücke“ (Pol-Siah) und der dritten Brücke der Stadt.
Zusammen mit den Stadtteilen Kianabad, Mehrshahr, Kianshahr und Amaniyeh gehört Kianpars zur zweiten Verwaltungszone der Stadt Ahvaz.